# Tomoya Koyamatsu
Tomoya Koyamatsu (小屋松 知哉, Koyamatsu Tomoya), né le 24 avril 1995 à Kumiyama au Japon, est un footballeur japonais évoluant au poste d'ailier gauche au Kashiwa Reysol.

## Biographie

### Nagoya Grampus
Né à Kumiyama dans la Préfecture de Kyoto au Japon, Tomoya Koyamatsu rejoint le Nagoya Grampus en 2014 en provenance de l'Université Tachibana. Il joue son premier match en professionnel à l'occasion d'un match de coupe de la Ligue japonaise le 19 mars 2014 face à Ventforet Kōfu. Il entre en jeu à la place de Kensuke Nagai et son équipe s'incline ce jour-là (0-1). Il joue son premier match de J1 League face au Sanfrecce Hiroshima. Il entre en jeu à la place de Keiji Tamada et son équipe perd la rencontre (2-5 score final). Lors de ce match il sort blessé, victime d'une rupture du ligament croisé du genou gauche, qui le tient éloigné des terrains pendant plus de six mois.

### Kyoto Sanga FC
En décembre 2016 est annoncé le transfert de Tomoya Koyamatsu au Kyoto Sanga FC à partir de janvier 2017. Le club évolue alors en deuxième division japonaise.

### Sagan Tosu
Le 19 décembre 2019, le transfert de Tomoya Koyamatsu au Sagan Tosu est annoncé. Le joueur rejoint le club pour la saison 2020.

### Kashiwa Reysol
Le 29 décembre 2021 est annoncé le transfert de Tomoya Koyamatsu pour la saison suivante.
Il joue son premier match pour Kashiwa Reysol à l'occasion d'une rencontre de coupe de la Ligue japonaise face au Kyoto Sanga FC le 23 février 2022. Titulaire, il délivre une passe décisive pour Hidetaka Maie (en) et les deux équipes se neutralisent (1-1 score final).